# メイプルリーフ銀貨
メイプルリーフ銀貨（メイプルリーフぎんか、英語：Canadian Silver Maple Leaf 、フランス語：Feuille d'érable en argent canadienne）は、カナダ王室造幣局（Royal Canadian Mint）発行の地金型銀貨。

## 概要
1988年に創鋳され、カナダ王室造幣局によって以後毎年発行されている。4種類の標準版といくつかの特別版が発行されている。1988年から2023年にかけて硬貨にはエリザベス2世の横顔が浮き彫りされており、時代によって3種類に分けられる。
- 1988年〜1989年: アーノルド・マシン による肖像画。
- 1990年～2003年: ドーラ・ド・ペデリー・ハント による肖像画。
- 2004年〜2023年: スザンナ・ブラント による肖像画。

2024年から一般に発売される硬貨には、彼女の後継者であるカナダ国王 チャールズ3世 が浮き彫りされるようになった。
- 2024年～現在: スティーブン・ロザティによる肖像画。

裏面には、カナダのメープルリーフ（サトウカエデの葉）が浮き彫られている。このデザインは1988年以来変更されていない。2014年には、放射状の線とマイクロエングレービングによるレーザーマークという新たなセキュリティ機能が導入され、表面も同様に変更された。銀貨の表面に書かれている「CANADA」 と 「FINE SILVER 1 OZ ARGENT PUR」は変わっていない。

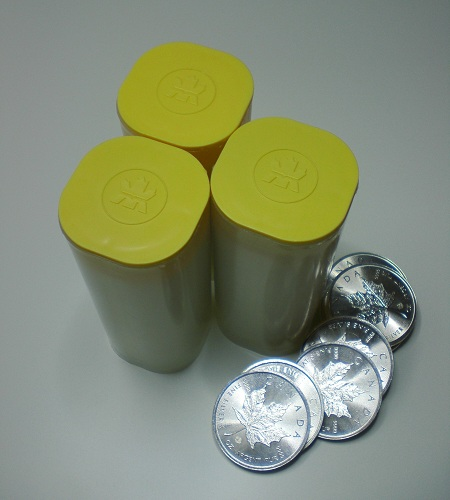
25枚入りのチューブ3本とコイン7枚

メープルリーフ銀貨は、額面上では5カナダドルの法定通貨として発行されているが、市場価値は銀のスポット価格に左右され、通常は額面価格を上回っている。ごく一部の例外を除き、類似の国際地金コインと比べ、重量は1トロイオンス（31.1グラム）である。純度99.99パーセント（.9999）以上であることから世界で最も高品質な公式地金コインの一つとなっている。
メープルリーフ銀貨には、ミルクスポットと呼ばれる乳白色の傷が見られることがよくあるが、コインを焼鈍炉に入れる際に洗浄剤が残っていることで発生するものである。2018年にRCM がミルクスポットを防ぐ表面保護技術「MINTSHIELD」を 導入することで解決された。
当初は、boPET（ペットボトル）でパッケージ包装されていたが、2009年以降の需要の増加に伴い、RCMのロゴが入った黄色の蓋が付いた半透明のチューブに包装されている。一部の特別版では、オレンジ、赤、青、濃紺、または灰色の蓋が付いたチューブが使用される。各チューブには25枚のコインが入っている。別に20枚のチューブが入った箱も存在する。

## 発行枚数（標準版）
| 年   | 発行枚数  | 参照  | 年   | 発行枚数  | 参照  | 年   | 発行枚数   | 参照   |
| ---- | --------- | ----- | ---- | --------- | ----- | ---- | ---------- | ------ |
| 1988 | 1,155,931 | [ 5 ] | 1998 | 591,359   | [ 5 ] | 2008 | 7,909,161  | [ 5 ]  |
| 1989 | 3,332,200 | [ 5 ] | 1999 | 1,229,442 | [ 5 ] | 2009 | 9,727,592  | [ 5 ]  |
| 1990 | 1,708,800 | [ 5 ] | 2000 | 403,652   | [ 5 ] | 2010 | 17,799,992 | [ 6 ]  |
| 1991 | 644,300   | [ 5 ] | 2001 | 398,563   | [ 5 ] | 2011 | 23,129,966 | [ 7 ]  |
| 1992 | 343,800   | [ 5 ] | 2002 | 576,196   | [ 5 ] | 2012 | 18,132,297 | [ 8 ]  |
| 1993 | 1,133,900 | [ 5 ] | 2003 | 684,750   | [ 5 ] | 2013 | 28,222,061 | [ 9 ]  |
| 1994 | 889,946   | [ 5 ] | 2004 | 680,925   | [ 5 ] | 2014 | 29,245,000 | [ 10 ] |
| 1995 | 326,244   | [ 5 ] | 2005 | 955,694   | [ 5 ] | 2015 | N/A        |        |
| 1996 | 250,445   | [ 5 ] | 2006 | 2,464,727 | [ 5 ] | 2016 | N/A        |        |
| 1997 | 100,970   | [ 5 ] | 2007 | 3,526,052 | [ 5 ] | 2017 | N/A        |        |

2000年に発行されたものは、未流通のバルクコインとして販売されましたが、Fireworks のプライベートマークが付いている。 これは、以下の特別国債マークのセクションに再掲載されていますが、基本的には依然として標準地金シリーズの一部である。